# Rhaphiptera triangulifera
Rhaphiptera triangulifera es una especie de escarabajo longicornio del género Rhaphiptera, tribu Pteropliini, subfamilia Lamiinae. Fue descrita científicamente por Lane en 1974.
La especie se mantiene activa durante los meses de febrero y noviembre.

## Descripción
Mide 19,25-23,75 milímetros de longitud.

## Distribución
Se distribuye por Brasil.